# Calesio Newman
Calesio Newman (né le 20 août 1986) est un athlète américain, spécialiste des épreuves de sprint. 

## Biographie
Il remporte la médaille de bronze du relais 4 × 100 m lors des Jeux panaméricains de 2011, à Guadalajara.

### Palmarès
| Date | Compétition        | Lieu        | Résultat | Épreuve          | Performance |
| ---- | ------------------ | ----------- | -------- | ---------------- | ----------- |
| 2011 | Jeux panaméricains | Guadalajara | 3e       | Relais 4 × 100 m | 39 s 17     |

### Records
| Épreuve | Performance | Lieu           | Date         |
| ------- | ----------- | -------------- | ------------ |
| 100 m   | 10 s 07     | Port-d'Espagne | 19 mai 2012  |
| 200 m   | 20 s 28     | Eugene         | 29 juin 2012 |